# Eccellenza 1992-1993
Il campionato italiano di calcio di Eccellenza regionale 1992-1993 è stato il secondo organizzato in Italia. Rappresenta il sesto livello del calcio italiano.
Il campionato è strutturato su vari gironi all'italiana su base regionale.
Da questa stagione, anche il Molise ha il suo girone di Eccellenza. Per l'ultima stagione la Toscana ha solo un girone. C’era perfetta corrispondenza fra il numero dei gironi, 27, e le retrocessioni dalla categoria interregionale superiore (tre in 9 gironi).

## Campionati
- Eccellenza Abruzzo 1992-1993
- Eccellenza Basilicata 1992-1993
- Eccellenza Calabria 1992-1993
- Eccellenza Campania 1992-1993
- Eccellenza Emilia-Romagna 1992-1993
- Eccellenza Friuli-Venezia Giulia 1992-1993
- Eccellenza Lazio 1992-1993
- Eccellenza Liguria 1992-1993
- Eccellenza Lombardia 1992-1993
- Eccellenza Marche 1992-1993
- Eccellenza Molise 1992-1993
- Eccellenza Piemonte-Valle d'Aosta 1992-1993
- Eccellenza Puglia 1992-1993
- Eccellenza Sardegna 1992-1993
- Eccellenza Sicilia 1992-1993
- Eccellenza Toscana 1992-1993
- Eccellenza Trentino-Alto Adige 1992-1993
- Eccellenza Umbria 1992-1993
- Eccellenza Veneto 1992-1993

## Quadro riepilogativo nazionale
| Regione/Girone          | Sqr  | 1ª classificata e promossa nel C.N.D. | Ripescaggi              | Vincente Coppa                |
| ----------------------- | ---- | ------------------------------------- | ----------------------- | ----------------------------- |
| Abruzzo                 | 18   | Nereto                                | Mosciano                | Pianella                      |
| Basilicata              | 16   | Melfi                                 |                         | Pignola                       |
| Calabria                | 16   | Gallina 1969 RC                       | Paolana                 | Paolana                       |
| Campania Girone A       | 15   | Portici                               |                         | Frattese                      |
| Campania Girone B       | 16   | Nocerina                              |                         | Frattese                      |
| Emilia-Romagna Girone A | 16   | Reggiolo                              | Casalese                | Imola                         |
| Emilia-Romagna Girone B | 16   | San Marino                            |                         | Imola                         |
| Friuli-Venezia Giulia   | 16   | Pro Gorizia                           |                         | Tamai                         |
| Lazio Girone A          | 16   | Fiumicino                             | Monterotondo            | VJS Velletri                  |
| Lazio Girone B          | 16   | Ferentino                             |                         | VJS Velletri                  |
| Liguria                 | 16   | Migliarinese                          |                         | Migliarinese                  |
| Lombardia Girone A      | 16   | Real Cesate                           |                         | Soresinese                    |
| Lombardia Girone B      | 15   | Chiari                                |                         | Soresinese                    |
| Lombardia Girone C      | 16   | Broni                                 |                         | Soresinese                    |
| Marche                  | 18   | Tolentino                             |                         | Biagio Nazzaro                |
| Molise                  | 16   | Campobasso                            | Interamnia Termoli      | Turris Santa Croce            |
| Piemonte Girone A       | 18   | Verbania                              | Valenzana               | Chieri                        |
| Piemonte Girone B       | 16   | Moncalieri                            |                         | Chieri                        |
| Puglia                  | 16   | Toma Maglie                           | Lucera                  | Monticava Campi Salentina     |
| Sardegna                | 16   | Iglesias                              | Santa Teresa di Gallura | Carloforte                    |
| Sicilia Girone A        | 16   | Milazzo                               |                         | Juventina Gela                |
| Sicilia Girone B        | 16   | Bagheria                              |                         | Juventina Gela                |
| Toscana                 | 18   | Sangiovannese                         | Certaldo Grosseto       | Impruneta Tavarnuzze          |
| Trentino-Alto Adige     | 16   | Rovereto                              |                         | Arco                          |
| Umbria                  | 16   | Città di Castello                     | Narnese                 | Tiberis                       |
| Veneto Girone A         | 16   | Donada                                | Riello Legnago          | LEO Oderzo                    |
| Veneto Girone B         | 16   | Montebelluna                          |                         | LEO Oderzo                    |
|                         | Tot. |                                       |                         | Vincente Fase Nazionale Coppa |
| 27 gironi               | 438  |                                       |                         | Imola                         |